# Naald (naaigerei)

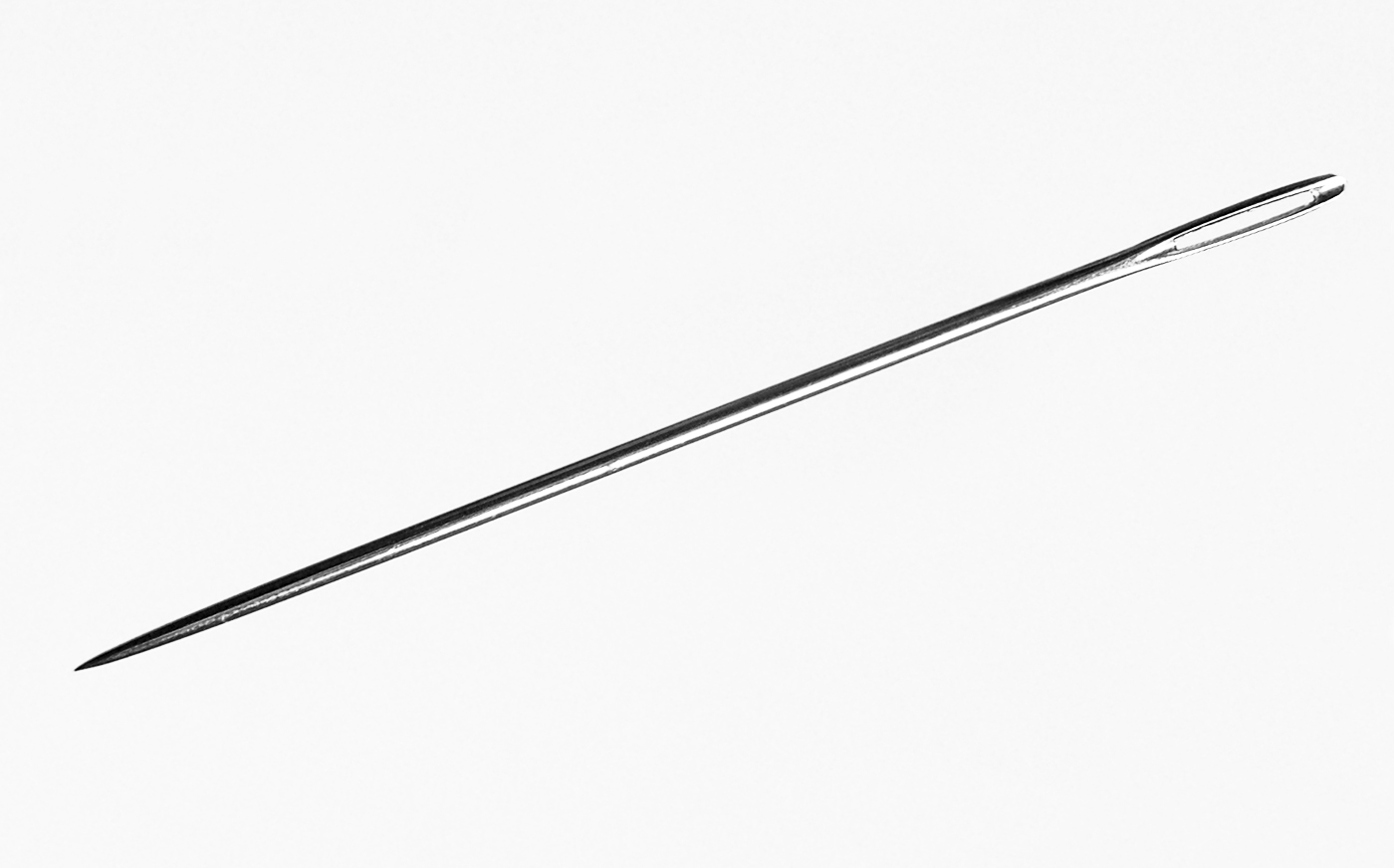
Naald

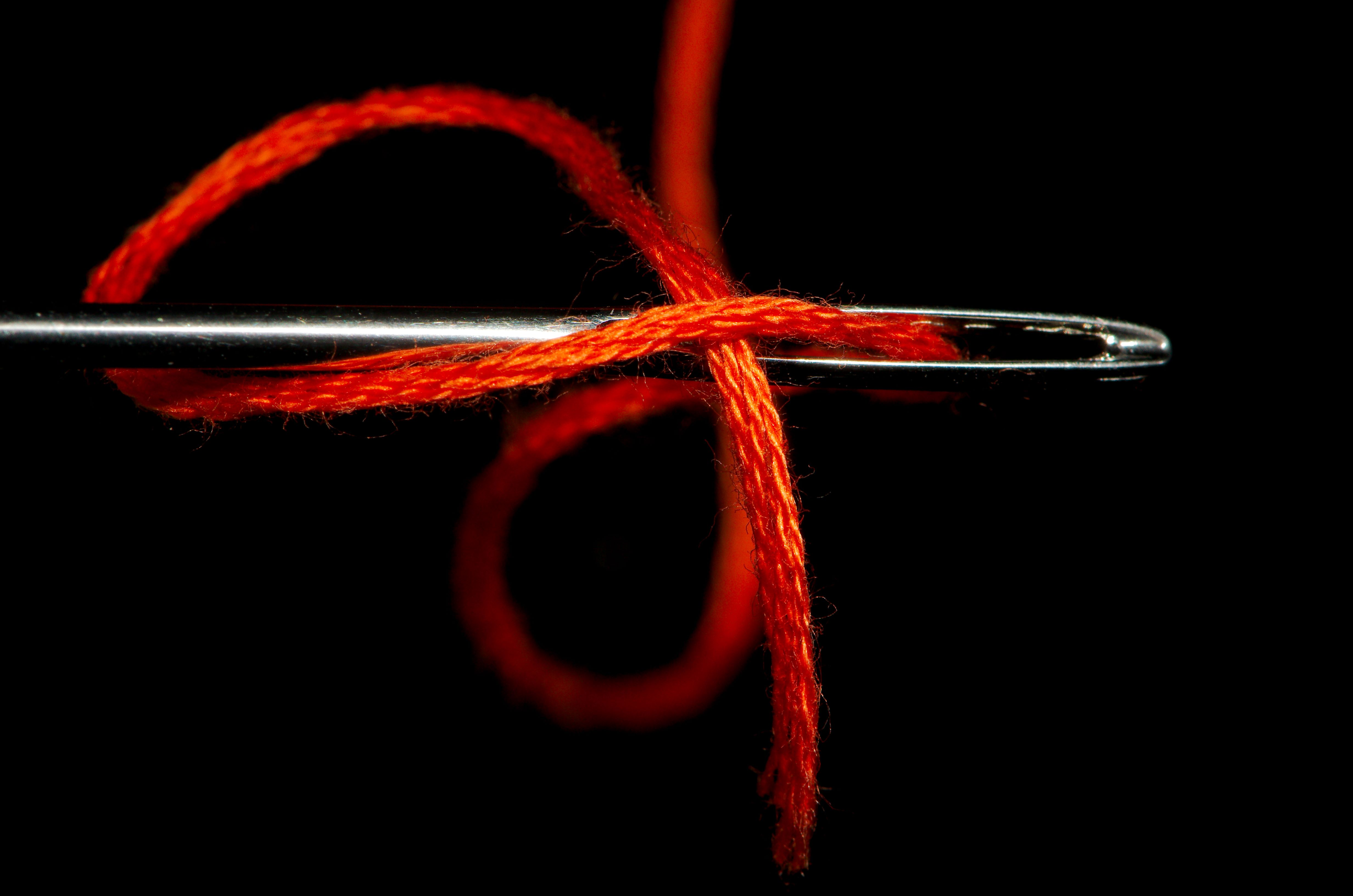
Close-up van het oog van een naald met een draad erdoorheen.

Een naald is een soort gereedschap dat gebruikt wordt voor het aan elkaar bevestigen (naaien) van kledingstukken of andere voorwerpen van soepel materiaal, zoals textiel of leer. Ook worden naalden gebruikt om iets te versieren, dit wordt borduren genoemd. Bij het breien wordt een naald gebruikt om te mazen.

## Vorm en materiaal
Een naald is meestal van staal. Aan één uiteinde is de naald puntig zodat er door de stof heen kan worden geprikt. Naalden kunnen in twee hoofdtypes verdeeld worden:
- Handnaalden, gebruikt om met de hand te naaien.
- Machinenaalden, gebruikt in naaimachines.

Bij machinenaalden zit het oog waar de draad doorheen moet dicht bij de punt, aan de onderzijde. De naald wordt aan de bovenzijde vastgezet in de naaimachine. De bovenzijde van een machinenaald heeft een platte kant, waarmee hij stevig kan worden aangeschroefd.
Bij handnaalden zit het oog aan de andere kant dan de punt van de naald. Het oog dient om er een draad, het naaigaren, doorheen te trekken. Het oog is meestal langwerpig van vorm en weinig groter dan de dikte van de te gebruiken draad. Het oog is bij luxere naalden soms goudkleurig, terwijl de rest van de naald zilverkleurig is. Bij een zogenaamde blinde naald wordt de draad van bovenaf door een spleetje in het oog gestoken, in plaats van deze erdoorheen te moeten trekken. De lengte van naalden varieert, afhankelijk van de toepassing, van ongeveer 2 cm tot wel 10 cm. Ook de dikte varieert, maar een naald is zelden dikker dan 2 millimeter.

## Geschiedenis
Beenderen naalden verschenen vermoedelijk voor het eerst zo'n 50.000 jaar geleden in Siberië. Ze werden niet alleen gebruikt voor kleding en naaien, maar ook voor decoratieve en symbolische doeleinden. Dergelijke naalden zijn ook gevonden in Noord- en West-Azië, en dateren daar meestal van rond 25.000 jaar geleden. In West- en Zuid-Europa verschijnen ze pas na 22.000 jaar geleden, in culturen zoals de Badegoulien, Solutréen en Magdalénien. In Oost-Europa zijn ze bekend uit de Gravettien- en Gorodtsovienculturen, en in Noord-Amerika vanaf circa 13.000 jaar geleden. In China dateren vondsten van beenderen naalden van rond 35.000 jaar geleden. In tegenstelling tot beennaalden zijn stenen naalden zeldzamer en verschijnen ze veel later, vaak in samenhang met geslepen steen- en aardewerktechnologieën in het Holoceen. Op de Neolithische vindplaats Xiada Co  zijn zes stenen naalden met oog gevonden, gedateerd op het vroege Holoceen. Dit zijn de oudst bekende geslepen stenen naalden in Eurazië en de vroegste stenen werktuigen die ooit op het Tibetaanse Plateau zijn ontdekt.
Een vroege soort textiel die gemaakt werd met naalden is het naaldbinden.

## Soorten handnaalden

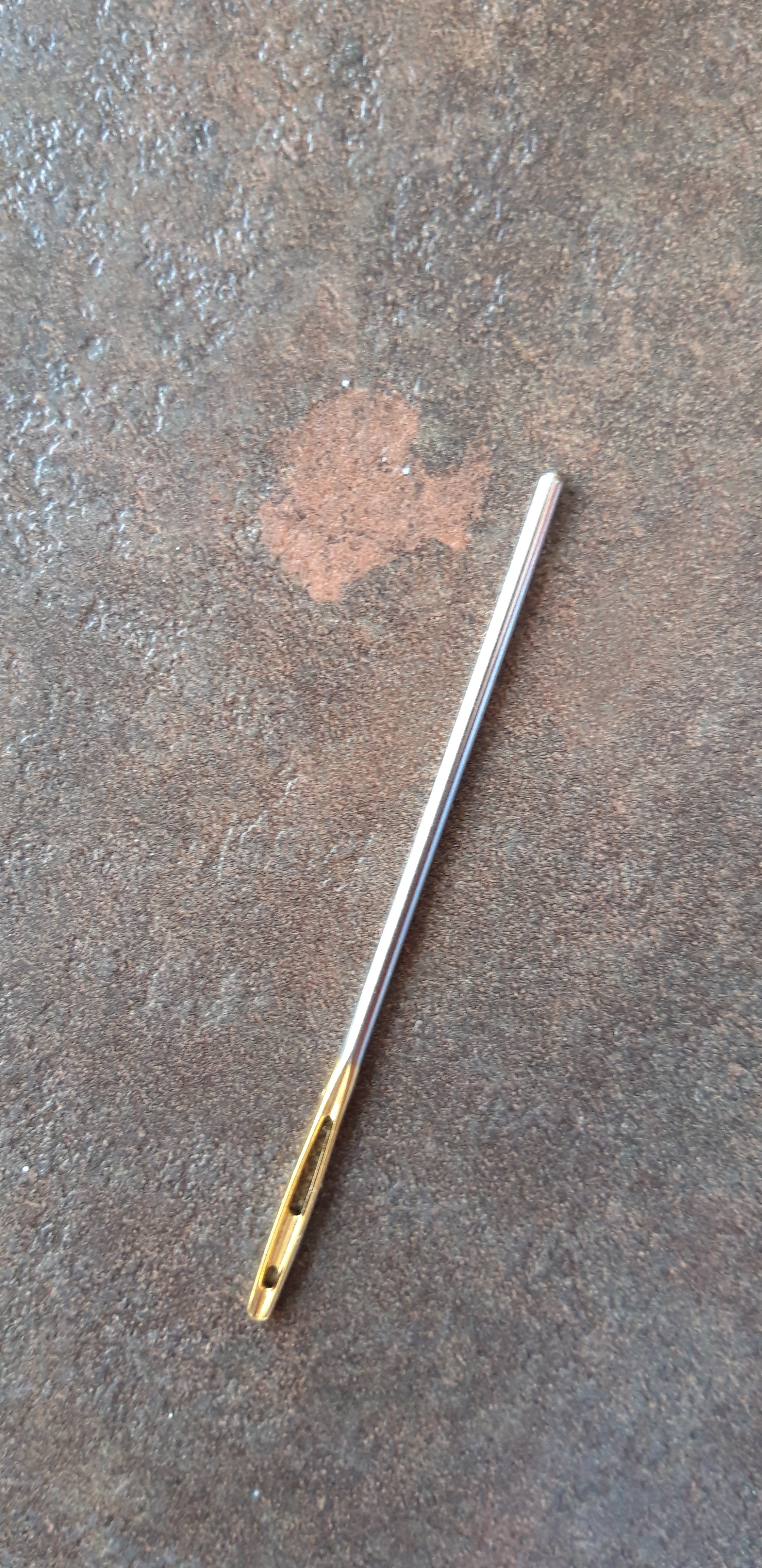
stopnaald of borduurnaald met stompe punt, dubbel oog en goudkleurige punt

Handnaalden bestaan in verschillende types, afhankelijk van het doel.
Een belangrijk criterium is de punt van de naald: die kan scherp of juist stomp zijn. Naalden met een stompe punt, zijn bijvoorbeeld bedoeld om te borduren op stramien of andere aftelbare stof, om te stoppen of te mazen. De stompe punt voorkomt dat er door de draden van de stof of het breiwerk heen gestoken wordt. 
De volgende naalden worden onderscheiden: 
- Naainaalden. Deze naalden voor algemeen gebruik voor het naaien van textiel hebben een scherpe punt en zijn dun. Ze hebben een klein, rond oog.[5] De afmetingen van naainaalden wordt aangegeven met een cijfer.[5] Fabrikanten zoals Prym, DMC en Tulip gebruiken de maten 1 t/m 12 voor de standaard naainaalden.[6] Hoe hoger het getal, des te dunner (en korter) de naald. Voor zeer dunne stoffen worden extra dunne naalden gebruikt, en daarbij horend extra dun garen. Dat geldt ook voor naalden bedoeld voor het rijgen van kleine kraaltjes.

- Modistennaalden zijn lange dunne naalden, vooral bedoeld om te rijgen.[5]
- Kleermakersnaalden zijn heel kort, met een klein rond oog, bedoel om zeer kleine steken te maken.[5]
- Kralennaalden zijn zeer lange en dunnen naalden, om kralen en lovertjes op de stof aan te brengen.[5]
- Borduurnaalden zijn dikkere scherpe naalden met een groter oog, om het borduren met het dikkere borduurgaren mogelijk te maken. Borduurnaalden zijn over het algemeen langer dan naainaalden.[5] De maat van borduurnaalden wordt door een fabrikant zoals Prym aangegeven met getallen boven de 12, namelijk 14 t/m 26, waarbij een lager cijfer een dikkere naald betekent.[6]
- Stramiennaalden zijn een variant van borduurnaalden, maar met een stompe punt, bedoeld al zoals de naam zegt te borduren op stramien, dat grote openingen heeft tussen de draden.
- Stopnaalden zijn heel dikke naalden voor het naaien van wol om bijvoorbeeld sokken te stoppen.[5]
- Maasnaalden hebben een ronde punt en een groot oog en zijn bedoeld om te mazen.
- Tapisserienaalden of tapijtnaalden. Dit zijn sterke dikke naalden die worden gebruikt voor het naaien van tapisserie. Deze laatsten moeten bovendien kort zijn, omdat het zwaar is om een lange naald door tapisserie heen te halen. Tapijtnaalden hebben een groot oog en een scherpe punt.
- Rijgnaalden, bedoeld voor het doorhalen van elastiek of koord door een tunnel, hebben een stompe punt en soms zelfs een bolletje aan de punt, om geheel te voorkomen dat door de stof heen gestoken wordt. Het oog is zeer groot, om het elastiek erdoorheen te kunnen steken.

Naalden met een dubbel oog worden gebruikt om met twee garens tegelijk te borduren, zodat een decoratief effect ontstaat. Ook zelfinrijgende naalden hebben een dubbel oog, dat aan de bovenkant echter open is.

Rechte naalden voor het maken van zeilen voor windmolens en zeilschepen hebben een driekantige punt, waardoor het zeildoek niet scheurt.

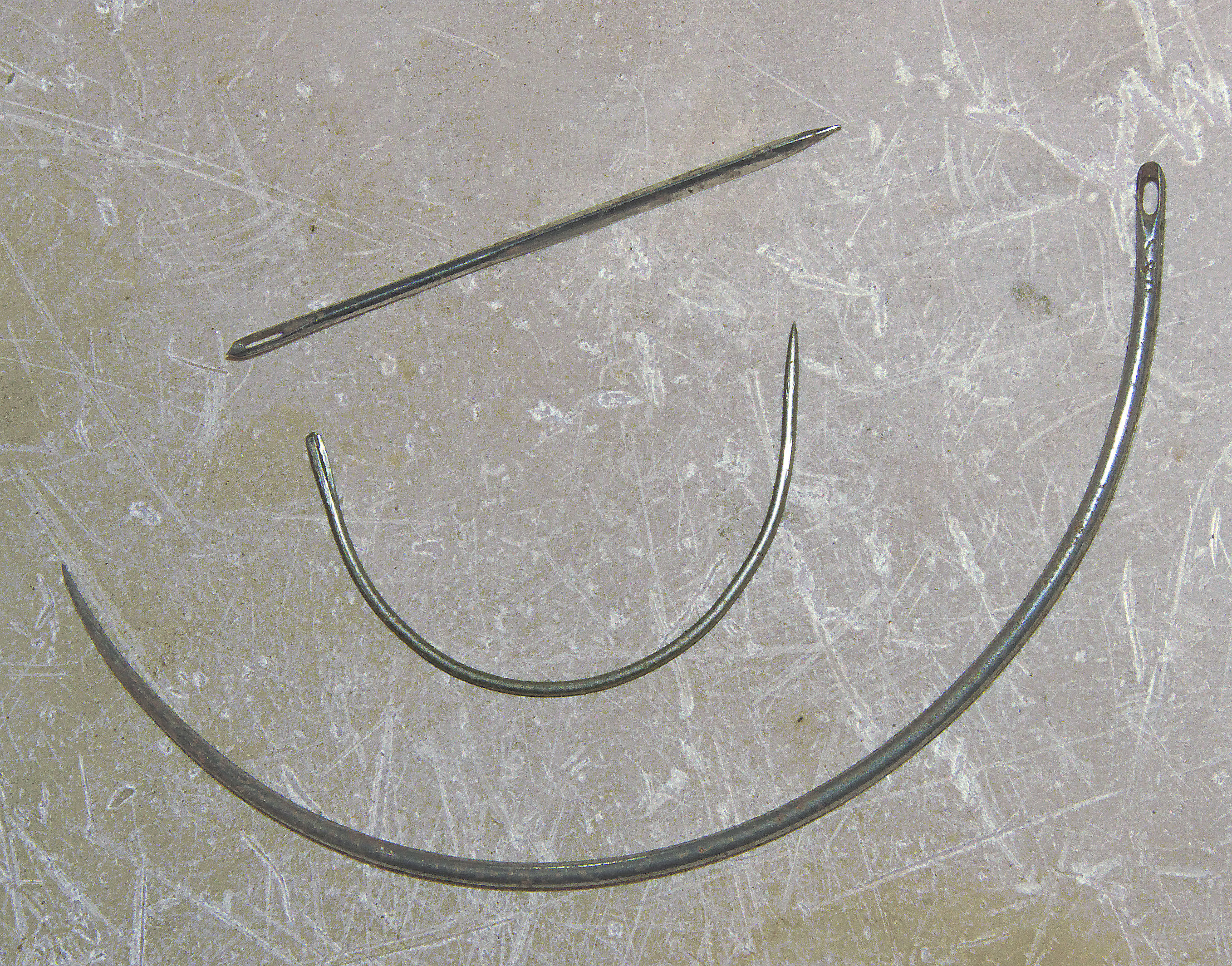
Naalden voor het maken van zeilen

Ten slotte bestaan er ook tweelingnaalden; naalden met het oog in het midden. Deze zijn speciaal bedoeld voor tapisserie of voor de kettingsteek, waarbij veel heen en weer gestoken wordt.

## Hulpmiddelen

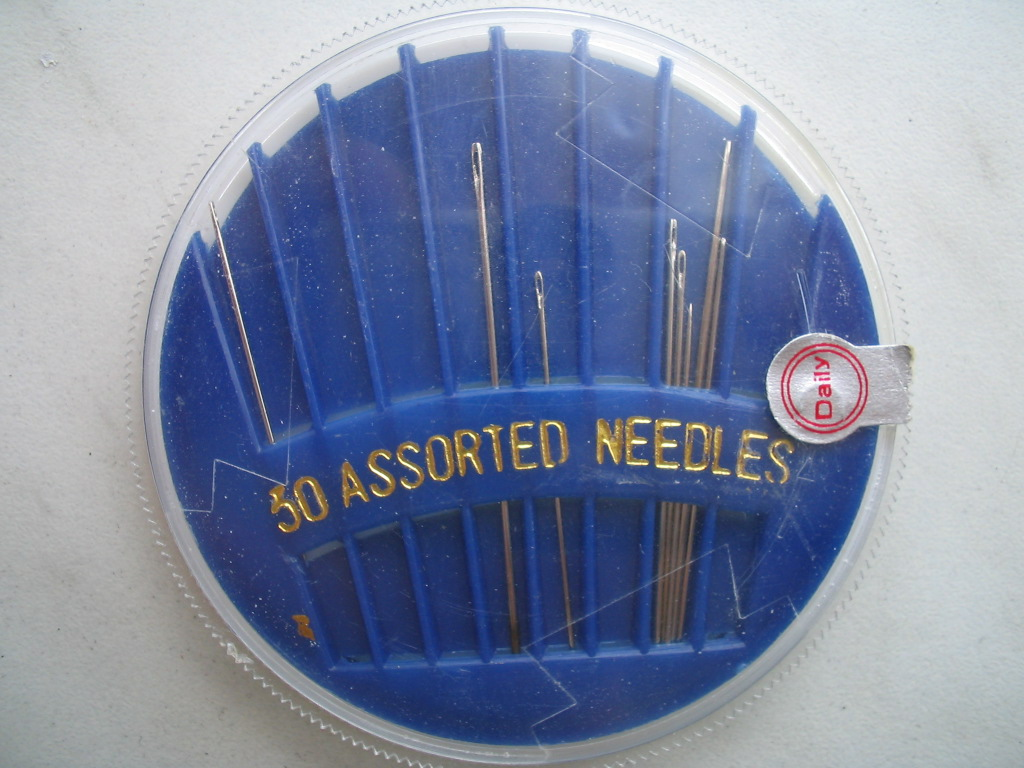
Naaldensetje

Er bestaan hulpmiddelen om de draad door het kleine oog van de naald heen te halen, draadinsteker of draaddoorhaler genoemd.
Naalden worden apart van spelden bewaard in een kunststof doosje of in een mapje van textiel.

## Naald in spreekwoorden
- Hij is door het oog van de naald gekropen - Hij is ontsnapt aan een groot risico
- Een naald (of speld) in een hooiberg zoeken - Iets zoeken wat vrijwel onmogelijk te vinden is.
- Nieuws, heet van de naald - Zeer vers nieuws
- Met de hete naald naaien - Erg snel en haastig naaien
- Een naald (of speld) kunnen horen vallen - Het is erg stil